# Raimon Weber
Raimon Weber (* 27. März 1961 in Unna) ist ein deutscher Schriftsteller sowie Hörspiel- und Hörbuchautor.

## Leben
Neben zahlreichen Romanen, die überwiegend des Thriller- und Mystery-Genres zuzuordnen sind, machte sich Weber vor allem in der deutschen Hörspiellandschaft einen Namen. Für die Hörspielserien Gabriel Burns und Point Whitmark zeichnete er als Co-Autor verantwortlich und war Teil des Autorenteams der Audible-Serie Monster 1983 (3 Staffeln). Die Serie, erdacht von Ivar Leon Menger, schrieb Weber gemeinsam mit Menger und Annette Strohmeyer. 
Eigenen Hörspielserien sind Vidan - Schrei nach Leben (3 Staffeln) und Hurricane - Stadt der Lügen (bis 2024 zwei Staffeln), erschienen beim deutschen Hörspiellabel Europa Next.
Weber ist zudem als Radiomoderator und Kolumnist tätig. Seit 1991 lebt er in Kamen.

## Werke
Bücher
- Die Nuß im Ohr des Präsidenten, éditions trèves, 1999, ISBN 3-88081-373-6
- Die Stadt der Salzfresser und furchtlosen Hüte in: Kreuz und quer den Hellweg, Klartext Verlag, 1999, ISBN 3-88474-791-6
- Der Admiral und die Wurst in: A 45, Grupello Verlag, 2000, ISBN 3-933749-37-9
- Wir waren unsterblich Krimi, verlag im bücherzentrum, 2003, ISBN 3-9809261-0-9
- Wozu wir fähig waren Krimi, verlag im bücherzentrum, 2006, ISBN 3-9809261-1-7
- Wer wringt denn da die Katze aus? Kolumnen 1998–2008, verlag im bücherzentrum, 2008, ISBN 978-3-9809261-4-0
- Zwienacht Thriller, verlag im bücherzentrum, 2008, ISBN 978-3-9809261-5-7
- Stiere, Pornos und Holzwickede in: Mord am Hellweg, Grafit, 2002, ISBN 3-89425-271-5
- Aschermittwoch, Magnum und der Tod in Beckum in: Mord am Hellweg IV, Grafit, 2008, ISBN 978-3-89425-352-3
- "Porterville Steaks" in: "Darkside Park – Wege in die Dunkelheit", Titus, 2010, ISBN 978-3-942277-09-9
- "Die geheimen Kinder" in: "Darkside Park – Das letzte Geheimnis", Titus, 2010, ISBN 978-3-942277-10-5
- "Frischling, Frischling" in: "Darkside Park – Das letzte Geheimnis", Titus, 2010, ISBN 978-3-942277-10-5
- "Halloween in der Hellweg-Bahn oder: Niemand kommt hier lebend raus" in: "Mord am Hellweg VI, Grafit, 2012, ISBN 978-3-89425-409-4
- "Adam – Die letzte Chance der Menschheit", Baumhaus-Verlag, 2013, ISBN 978-3-8339-0247-5
- "Eis bricht", Krimi, Ullstein, 2013, ISBN 978-3-548-28533-7
- "Kuckucksmörder", Krimi, Ullstein, 2014, ISBN 978-3-548-28534-4
- "Die geheimen Akten des Sir Arthur Conan Doyle", SPV GmbH 2016, ISBN 978-3-942175-65-4
- "Die Blutmauer", Ullstein, 2016, ISBN 978-3-548-28836-9

E-Books
- Terminal 3: "Weiche Ziele", Lübbe Digital 2012
- Terminal 3: "Die Sensen des Himmels", Lübbe Digital 2012
- Terminal 3: "Die Methode Bronsky", Lübbe Digital 2012
- Terminal 3: "Sei gerecht", Lübbe Digital 2012
- Terminal 3: "Die Stimmen des Chaos", Lübbe Digital 2012
- Terminal 3: "Im Namen des Drachen", Lübbe Digital 2012
- Wir waren unsterblich, Psychothriller GmbH 2012
- Wozu wir fähig waren, Psychothriller GmbH 2012
- Zwienacht, Psychothriller GmbH 2012
- Porterville: "Von Draußen", Psychothriller GmbH 2013
- Porterville: "Die Akte Tori", Psychothriller GmbH 2013
- Porterville: "Der Hudson-Code", Psychothriller GmbH 2013
- Porterville: "Das Draußen", Psychothriller GmbH 2013
- Porterville: "Im Garten der Schlangen", Psychothriller GmbH 2013
- Porterville: "Versuchung", Psychothriller GmbH 2013
- Adam – Die letzte Chance der Menschheit, Baumhaus Digital 2013, ISBN 978-3-8387-4560-2
- Morgenstern Folge 00: "Ich war tot", Folgenreich – Universal Music Family Entertainment 2013
- Morgenstern Folge 01: "Leben und Sterben", Folgenreich – Universal Music Family Entertainment 2013
- Eis bricht, Ullstein 2013
- Morgenstern Folge 02: "Todeszone Sinai", Folgenreich – Universal Music Family Entertainment 2014
- Die geheimen Akten des Sir Arthur Conan Doyle: "Das Grauen von Tyron Castle", Amazon Kindle Singles 2014
- Die geheimen Akten des Sir Arthur Conan Doyle: "Der Geruch von Eis", Amazon Kindle Singles 2014
- Morgenstern Folge 03: "Blutige Eiszeit", Folgenreich – Universal Family Entertainment 2014
- Die geheimen Akten des Sir Arthur Conan Doyle: "Der Satan von Bermondsey", Amazon Kindle Singles 2014
- Morgenstern Folge 04: "Die Axt", Folgenreich – Universal Family Entertainment 2014
- Die geheimen Akten des Sir Arthur Conan Doyle: "Die Sprache der Toten", Amazon Kindle Singles 2014
- Die geheimen Akten des Sir Arthur Conan Doyle: "Das Böse in Cumbria", Amazon Kindle Singles 2014
- The secret files of Sir Arthur Conan Doyle: "The monster of Tyron Castle", Amazon Kindle Singles 2014
- The secret files of Sir Arthur Conan Doyle: "The smell of ice", Amazon Kindle Singles 2014
- The secret files of Sir Arthur Conan Doyle: "Satan of Bermondsey", Amazon Kindle Singles 2014
- The secret files of Sir Arthur Conan Doyle: "The Language of the Dead", Amazon Kindle Singles 2014
- The secret files of Sir Arthur Conan Doyle: "Evil in Cumbria", Amazon Kindle Singles 2014
- Kuckucksmörder, Ullstein 2014
- Die geheimen Akten des Sir Arthur Conan Doyle: "H.G.Wells muss sterben", Amazon Kindle Singles 2014
- Die geheimen Akten des Sir Arthur Conan Doyle: "Todeswinter in Sankt Petersburg", Amazon Kindle Singles 2014
- Die geheimen Akten des Sir Arthur Conan Doyle: "Das Geheimnis des Kometen", Amazon Kindle Singles 2015[3]
- Die geheimen Akten des Sir Arthur Conan Doyle: "Die Hölle von Wales", Amazon Kindle Singles 2015
- Die geheimen Akten des Sir Arthur Conan Doyle: "Die Whitechapel-Morde", Amazon Kindle Singles 2015
- Die Blutmauer, Ullstein 2016

Hörspiele und Hörbücher
- Point Whitmark (Hörspielserie) als Co-Autor, von 2001 bis 2005
- Gabriel Burns (Hörspielserie), als Co-Autor, von 2003 bis 2005
- Kommissar Dobranski (Hörspielfolge) Der falsche Franzose als Autor, 2006
- Darkside Park (Hörbuch) Porterville-Steaks, Die geheimen Kinder und Frischling, Frischling als Autor, 2010
- Mindnapping (Hörspiel) Die 9mm-Erbschaft als Autor, 2011
- Mindnapping (Hörspiel) Das Geschwür als Autor, 2012
- Mindnapping (Hörspiel) Die letzte Wahrheit als Autor, 2013
- Morgenstern Folge 01 (inszenierte Lesung): gelesen von Olaf Reitz, Leben und Sterben als Autor, 2013
- Eis bricht (Hörbuch) gelesen von Erich Räuker, Deutsche Grammophon 2013
- Morgenstern Folge 02 (inszenierte Lesung): gelesen von Olaf Reitz, Todeszone Sinai als Autor, 2014
- Morgenstern Folge 03 (inszenierte Lesung): gelesen von Olaf Reitz, Blutige Eiszeit als Autor, 2014
- Morgenstern Folge 04 (inszenierte Lesung): gelesen von Olaf Reitz, Die Axt als Autor, 2014
- Porterville (Hörbuch), 6 der insgesamt 18 Geschichten, darunter Versuchung als Autor, 2013/2014[4]
- Terminal 3 (Hörbuch) Weiche Ziele als Autor, gelesen von Detlef Bierstedt, Nicolas Böll, Florian Halm, Audible GmbH 2015
- Terminal 3 (Hörbuch) Die Sensen des Himmels als Autor, gelesen von Detlef Bierstedt, Anke Reitzenstein, Gisela Fritsch, Audible GmbH 2015
- Terminal 3 (Hörbuch) Die Methode Bronsky als Autor, gelesen von Detlef Bierstedt, Franziska Herrmann, Francois Smesny, Audible GmbH 2015
- Terminal 3 (Hörbuch) Sei gerecht als Autor, gelesen von Detlef Bierstedt, Robert Rausch, Thomas Petruo, Audible GmbH 2015
- Terminal 3 (Hörbuch) Die Stimmen des Chaos als Autor, gelesen von Detlef Bierstedt, Anja Welzel, Julia Stoepel, Audible GmbH 2015
- Terminal 3 (Hörbuch) Im Namen des Drachen als Autor, gelesen von Detlef Bierstedt, Otto Strecker, Daniel Montoya, Audible GmbH 2015
- Die geheimen Akten des Sir Arthur Conan Doyle – Staffel 1 Folge 1 - 5 (Hörbuch) gelesen von Thomas Dehler, SPV Recordings 2015
- Monster 1983 – Staffel 1 (Hörspielserie) als Co-Autor mit Anette Strohmeyer und Ivar Leon Menger, Audible GmbH 2015
- Die geheimen Akten des Sir Arthur Conan Doyle – Staffel 1 & 2 Folge 1 - 10 (Hörbuch) gelesen von Thomas Dehler, SPV Recordings 2015
- Monster 1983 – Staffel 2 (Hörspielserie) als Co-Autor mit Anette Strohmeyer und Ivar Leon Menger, Audible GmbH 2016
- Monster 1983 – Staffel 3 (Hörspielserie) als Co-Autor mit Anette Strohmeyer und Ivar Leon Menger, Audible GmbH 2017
- B-TEAM Die Bochum-Detektive (Hörspielserie) Folge 01 Die Alien-Verschwörung als Autor, Pit & Land Verlag 2017
- B-TEAM Die Bochum-Detektive (Hörspielserie) Folge 02 Der Lichtlose als Autor, Pit & Land Verlag 2018
- B-TEAM Die Bochum-Detektive (Hörspielserie) Folge 03 Wilder Müll als Autor, Pit & Land Verlag 2018
- B-TEAM Die Bochum-Detektive (Hörspielserie) Folge 04 Der flüsternde Nebel als Autor, Pit & Land Verlag 2018
- DORTMUND-Detektive (Hörspielserie) Folge 01 Die letzte Fahrt des Geisterschiffs als Autor, Pit & Land Verlag 2018
- Flüsterschnee (Hörbuch) als Autor, gelesen von Detlef Bierstedt, Audible GmbH 2018
- Vidan – Schrei nach Leben – Staffel 1 (Hörspielserie) als Autor, Produzent und Regisseur, Sony/Europa 2020
- Vidan – Schrei nach Stille – Staffel 2 (Hörspielserie) als Autor, Produzent und Regisseur, Sony/Europa 2021
- Hurricane – Stadt der Lügen (Hörspielserie) als Autor, Produzent und Regisseur, Sony/Europa Next 2022
- Kuckucksmörder (Hörbuch) gelesen von Gordon Piedesack, Weltbild 2022
- Vidan – Schrei nach Vernichtung – Staffel 3 (Hörspielserie) als Autor, Produzent und Regisseur, Sony/Europa Next 2023
- Hurricane – Stadt der Lügen – Staffel 2 (Hörspielserie) als Autor, Produzent und Regisseur, Sony/Europa Next 2024